# Saalestraße 7a

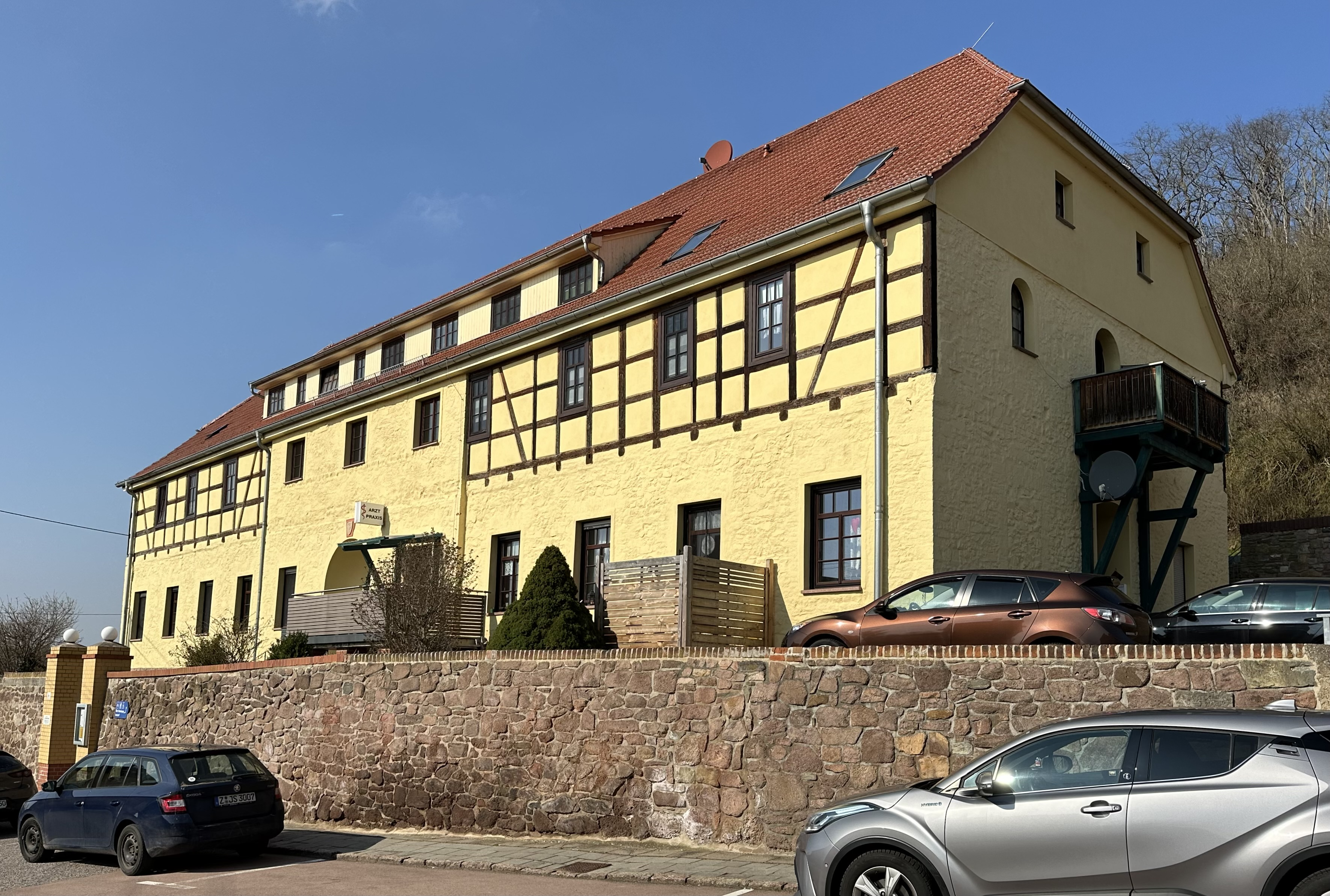
Haus Saalestraße 7a im Jahr 2024

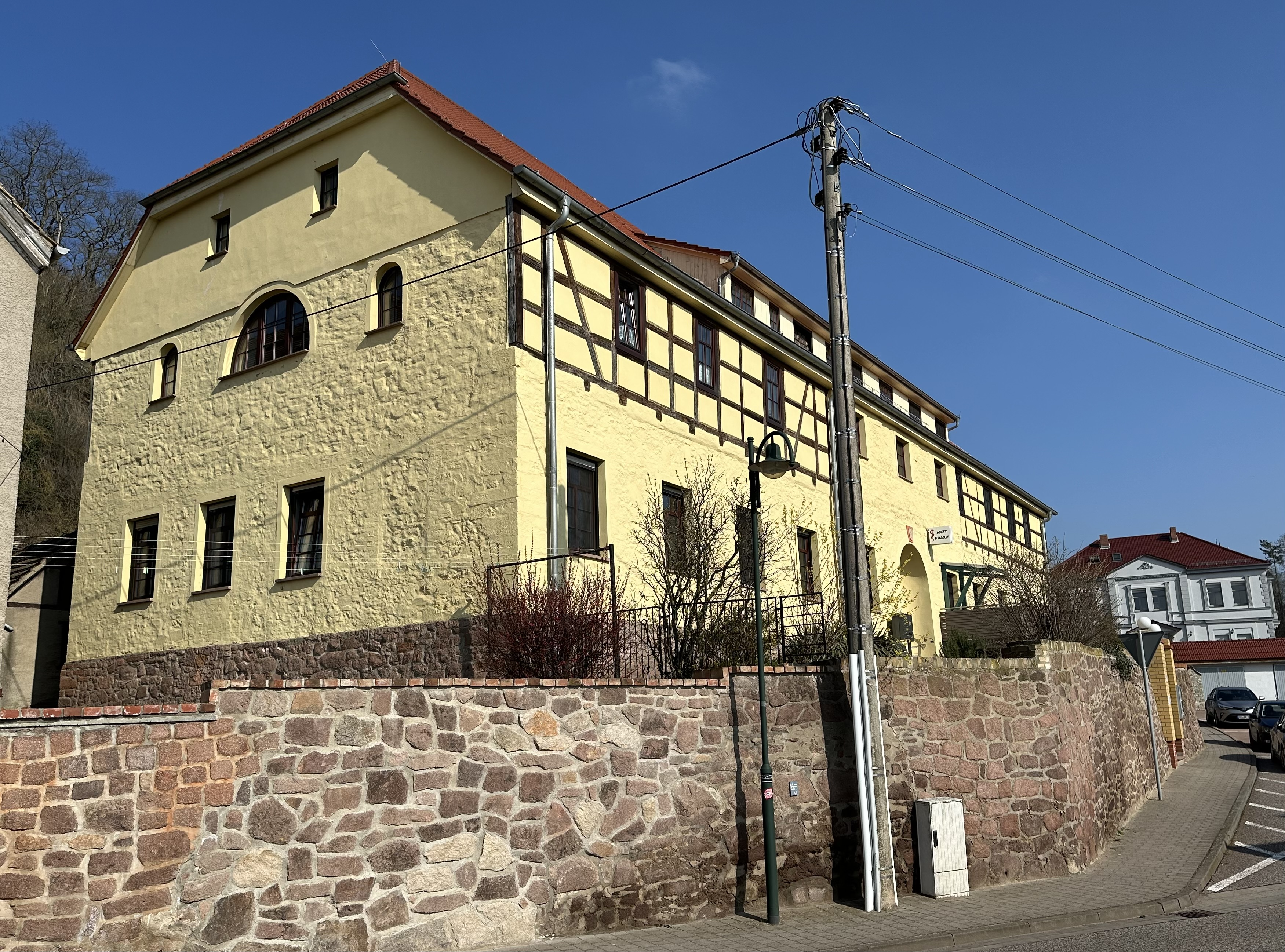
Blick von Südwesten

Das Gebäude Saalestraße 7a ist eine denkmalgeschützte Fabrik im Ortsteil Wettin der Stadt Wettin-Löbejün in Sachsen-Anhalt.

## Lage
Das Fabrikgebäude befindet sich am östlichen Ortseingang von Wettin, traufständig auf der Nordseite der Saalestraße. 

## Architektur und Geschichte
Das Gebäude war Anfang des 19. Jahrhunderts gebaut worden und diente zeitweilig als Zichoriendarre. Das Obergeschoss des langgestreckten, zweigeschossigen Baus ist zum Teil in Fachwerkbauweise errichtet. Das Dachgeschoss ist hoch ausgeführt und war so als Trockenboden nutzbar. Es bestehen langgestreckte Schleppgaupen.
Ursprünglich bestand die Adressierung Hallesche Straße 8. Aktuell (Stand 2024) ist im Haus unter anderem eine Arztpraxis untergebracht.
Im Denkmalverzeichnis des Landes Sachsen-Anhalt ist die Zichorienfabrik unter der Erfassungsnummer 094 55443 als Baudenkmal verzeichnet.